# Сборная Греции по регбилиг
Сборная Греции по регбилиг (греч. Ελλάδα εθνική ομάδα ράγκμπι λίγκ) — национальная сборная, представляющая Грецию в соревнованиях по регбилиг официально с 2013 года. До 2015 года управлялась Греческой федерацией регбилиг, которую в 2016 году исключили из Международной федерации регбилиг. В настоящее время управляется Греческой федерацией современного пятиборья (регбилиг формально включён в реестр видов спорта Министерством спорта Греции). Ядром команды являются представители греческой общины в Австралии.

## История

### До основания Федерации
В октябре 2005 года Греция провела первый международный матч в Австралии против Мальты в присутствии 6500 человек и проиграла 22:24. В Сиднее на стадионе «Джубили Овал» они также провели вторую встречу против Фиджи и проиграли 12:34. Первым официальным матчем же считается игра против Новой Каледонии сентября 2003 года, завершившаяся победой греков 26:10. 26 октября 2006 года Греция сыграла против Сербии первый официальный матч на своей территории, на стадионе «Глика Нера» в Афинах в присутствии 150 зрителей. Благодаря усилиям австралийских легионеров и под руководством Стива Георгаллиса из клуба «Вестерн Сабёрбз Мэгпайз» греки победили 44:26. В 2009 году Греция выиграла свой первый трофей, победив в розыгрыше Австралийского средиземноморского щита сборную Италии со счётом 34:14, а команду тренировал Джон Скандалис, известный по игре за «Уэст Тайгерз». В 2007 году планировалось провести первый чемпионат Греции по регбилиг в Афинах с участием четырёх команд, чтобы вступить в Европейскую федерацию регбилиг, но к 2012 году ни одного первенства не было разыграно. 11 июля 2011 года сборная Греции, составленная из игроков двух команд острова Родос, сыграла против британской студенческой команды «Пайонирз» и проиграла.
Ядро сборной Греции составляли и составляют австралийцы греческого происхождения, игравшие и играющие в Национальной регбийной лиге. Среди них — Джордж Пепонис из клуба «Кентербери Бэнкстаун Буллдогз», игравший за сборную Австралии и бывший её капитаном; Джим Сердарис; Стив Георгаллис, игрок и тренер «Вестерн Сабёрбз»; Джон Скандалис; Ник Купарицас; Майкл Коркидас; Брэйт Анаста, игравший за Австралию и представлявший клуб «Кентербери Бэнкстаун Буллдогз».

### После образования Федерации
27 октября 2013 года сборная Греции провела матч против Венгрии в Будапеште в присутствии 500 зрителей. В составе греческой команды было восемь доморощенных игроков из чемпионата Греции и девять австралийских легионеров, в том числе Брэйт Анаста и Майкл Коркидас. Анаста успешно провёл все 15 реализаций и набрал итого 46 очков, что принесло его сборной победу 90:0. В октябре 2014 года Греция выиграла дивизион C чемпионата Европы, победив Чехию в финальной игре, и выиграла свой второй трофей. В том же месяце она выиграла Балканский кубок, победив Сербию и взяв третий трофей.
13 сентября 2015 года новый тренер греческой сборной Мэтью Эшил назвал заявку из 22 игроков на матчи отбора к чемпионату мира 2017 года, включив туда только игроков национального чемпионата. Он объяснил это неожиданное решение тем, что эти игроки внесут свой вклад в развитие спорта в Греции. Греция не квалифицировалась в итоге на чемпионат мира, а в апреле 2016 года Греческая федерация регбилиг была временно исключена из состава Международной федерации регбилиг за деятельность, «противоречащую интересам Европейской и Международной федераций регбилиг», но в августе эта дисквалификация стала постоянной, поскольку греки не выполнили требования для вступления в Федерацию.

### Правительственное признание
После основания Греческой федерации регбилиг её руководство подавало документы в Министерство культуры и спорта Греции для признания регбилиг одним из видов спорта, но после двух лет переговоров ей было отказано. В итоге с июля 2017 года регбилиг находился под прямым покровительством Федерации современного пятиборья Греции, входящего в организацию World Rugby League. Сборная, которая собирается под руководством этого ведомства, считается официальной командой Греции.
Мэттью Эшил как раз стал первым тренером, при котором команда впервые провела матч под руководством Федерации современного пятиборья Греции: 12 марта 2017 года сборная Италии в Л’Аквилле провела матч против Греции, победив 51:13 (у греков попытки занесли Константинос Илиас и Илиас Гатос, а Костас Руссос провёл две реализации и забил филд-гол). 21 мая 2017 года в Пирее был разыгран Кубок Эпискирос по инициативе той же Федерации современного пятиборья, греки проиграли итальянцам 0:54.

### Прорыв на чемпионат мира
В сентябре 2018 года сборная Греции начала отбор к чемпионату мира 2021 года, выиграв Конференцию «Юг» чемпионата Европы в группе C — была побеждена Украина 28:26 в Харькове на стадионе «Динамо» и Мальта со счётом 60:4 на стадионе «Глюка» в Афинах. В мае 2019 года в Лондоне сборная Греции играла против Норвегии на стадионе «Нью-Ривер» встречу за продолжение борьбы: матч был «разогревом» перед игрой Лиги 1 между «Лондон Сколарз» и «Донкастером». Греки выиграли 56:26 и продолжили борьбу.
В ноябре 2019 года Греция вышла на чемпионат мира 2021 года. Первый матч против Шотландии пришлось играть в Лондоне 1 ноября из-за того, что Греческая ассоциация регбилиг не признавалась правительством Греции, что не давало права играть в Греции домашний матч. Шотландцы победили 42:24 . В решающем матче Греция обыграла Сербию 82:6 в гостях на стадионе «Макиш».
По итогам жеребьёвки 16 января 2020 года Греция попала в одну группу с командами Англии, Самоа и Франции. В чемпионате Европы 2020 года (группа B) Греция оказалась в одной группе с Россией и Сербией.

## Статистика выступлений с 2003 года
Красная рамка означает, что турнир проводился в Греции

### Чемпионаты мира
| 2008  | Не участвовала         | Не участвовала         | Не участвовала         | Не участвовала         | Не участвовала         | Не участвовала         | Не участвовала         | Не участвовала         | Не участвовала | Не участвовала | Не участвовала |
| 2013  | Не участвовала         | Не участвовала         | Не участвовала         | Не участвовала         | Не участвовала         | Не участвовала         | Не участвовала         | Не участвовала         | Не участвовала | Не участвовала | Не участвовала |
| 2017  | Не прошла квалификацию | Не прошла квалификацию | Не прошла квалификацию | Не прошла квалификацию | Не прошла квалификацию | Не прошла квалификацию | Не прошла квалификацию | Не прошла квалификацию |                |                |                |
| 2021  | Квалифицировалась      | Квалифицировалась      | Квалифицировалась      | Квалифицировалась      | Квалифицировалась      | Квалифицировалась      | Квалифицировалась      | Квалифицировалась      |                |                |                |
| Итого | 0 побед                | 0/16                   | 0                      | 0                      | 0                      | 0                      |                        |                        |                |                |                |

### Балканский кубок
| 2014  | Чемпионы          | 1/4 | 2 | 2 | 0 | 0 |
| 2017  | 2-е место         | 2/3 | 2 | 1 | 1 | 0 |
| 2019  | Скоро определится |     |   |   |   |   |
| Итого | 1 победа          | 1/2 | 4 | 3 | 1 | 0 |

### Австралийский средиземноморский щит
Этот турнир проводился среди афиллированных членов Европейской федерации регбилиг и стран-наблюдателей, которые только начали развивать регбилиг в своей стране. В розыгрыше 2009 года Греция победила Португалию 42:16 в полуфинале и Италию 34:14 в финале.
| 2009  | Чемпионы | 1/4 | 2 | 2 | 0 | 0 |
| Total | 1 победа | 1/1 | 2 | 2 | 0 | 0 |

### Чемпионат Европы C
| 2008  | Не участвовала | Не участвовала | Не участвовала | Не участвовала | Не участвовала | Не участвовала | Не участвовала | Не участвовала | Не участвовала | Не участвовала | Не участвовала |
| 2009  | Не участвовала | Не участвовала | Не участвовала | Не участвовала | Не участвовала | Не участвовала | Не участвовала | Не участвовала | Не участвовала | Не участвовала | Не участвовала |
| 2010  | Не участвовала | Не участвовала | Не участвовала | Не участвовала | Не участвовала | Не участвовала | Не участвовала | Не участвовала | Не участвовала | Не участвовала | Не участвовала |
| 2011  | Не участвовала | Не участвовала | Не участвовала | Не участвовала | Не участвовала | Не участвовала | Не участвовала | Не участвовала | Не участвовала | Не участвовала | Не участвовала |
| 2012  | Не участвовала | Не участвовала | Не участвовала | Не участвовала | Не участвовала | Не участвовала | Не участвовала | Не участвовала | Не участвовала | Не участвовала | Не участвовала |
| 2013  | Не участвовала | Не участвовала | Не участвовала | Не участвовала | Не участвовала | Не участвовала | Не участвовала | Не участвовала | Не участвовала | Не участвовала | Не участвовала |
| 2014  | Чемпионы       | 1/3            | 2              | 2              | 0              | 0              |                |                |                |                |                |
| 2015  | 3-е место      | 3/3            | 2              | 0              | 0              | 2              |                |                |                |                |                |
| Итого | 1 победа       | 1/7            | 4              | 2              | 0              | 2              |                |                |                |                |                |

## Состав

### Текущий
Заявка на матч 21 мая 2017 года против Италии.
- Панайотис Карефилис  ( Сент-Томас Гуди)
- Василиос Диамантис ( Сент-Томас Гуди)
- Андреас Псаракис ( Прометеас Реди)
- Панайотис Пападопулос ( Пирихиос Аспропиргос)
- Иоаннис Панагоглу ( Пирихиос Аспропиргос)
- Димитроис Калогеропулос ( Прометеас Реди)
- Константинос Илиас ( Пирихиос Аспропиргос)
- Йоргос Асланоглу ( Пирихиос Аспропиргос)
- Эфстафиос Пападопулос ( Сент-Томас Гуди)
- Николаос Ливафинос ( Сент-Томас Гуди)
- Георгиос Басакос ( Пирихиос Аспропиргос)
- Николаос Кескинис ( Пирихиос Аспропиргос)
- Константинос Рерис ( Сент-Томас Гуди)
- Иоаннис Яннимарас ( Прометеас Реди)
- Спирос Мацанас ( Сент-Томас Гуди)
- Кирьякос Керувис ( Прометеас Реди)
- Костас Руссос ( Сент-Томас Гуди)

### Игроки прошлых лет
Здесь представлены легионеры из-за рубежа, получившие право играть за сборную Греции с 2000-х годов на основании наличия родственников-этнических греков или уроженцев Греции.
| Игрок            | Позиция      | Основания для выступлений                | Выступления | За сборную Греции                                                                    |
| ---------------- | ------------ | ---------------------------------------- | --- | ------------------------------------------------------------------------------------ |
| Брэйт Анаста     | Файв-эйт     | Отец — грек, дедушки и бабушки из Греции | Выступал в НРЛ за «Кентербери Буллдогз», «Сидней Рустерз» и «Уэст Тайгерз», за сборные Австралии и команду Нового Южного Уэльса                                                       | В матче против Венгрии 2013 года набрал 46 очков                                     |
| Джейсон Деметриу | Вторая линия | Родственники из Греции                   | Выступал в Суперлиге | За сборную Греции играл в 2000 году                                                  |
| Джордж Гатис     | Хукер        | Родственники из Греции                   | Выступал в НРЛ за «Норт Квинсленд Каубойз» и «Нью Зиленд Уорриорз», в Суперлиге за «Хаддерсфилд Джайентс»                                                                             | За сборную Греции играл в 2005 году                                                  |
| Майкл Коркидас   | Проп         | Родственники из Греции                   | Наиболее известный игрок в регбилиг греческого происхождения, выступал в Суперлиге за «Уэйкфилд Тринити Уайлдкэтс», «Солфорд Ред Девилз», «Касфлорд Тайгерз» и «Хаддерсфилд Джайентс» | Дебютировал в 2005 году, провёл более 10 матчей за сборную Греции                    |
| Ник Купарицас    | Вторая линия | Родственники из Греции                   | Выступал в НРЛ за «Кентербери Буллдогз» и «Сидней Рустерз», в Суперлиге за «Лондон Бронкос»                                                                                           | За сборную Греции играл в 2005—2006 годах                                            |
| Блейк Лазарус    | Хавбек       | Родственники из Греции                   | Выступал в НРЛ за «Уэст Тайгерз» | За сборную Греции играл в 2012—2014 годах                                            |
| Джордан Мидс     | Хавбек       | Родственники из Греции                   | Выступал в НРЛ за «Нью Зиленд Уорриорз», в Чемпионшипе 1 (Англия) за «Глостершир Олл Голдз»                                                                                           | Капитан сборной Греции на Балканском кубке 2014 и Дивизионе C чемпионата Европы 2014 |
| Джон Скандалис   | Проп         | Родственники из Греции                   | Выступал в НРЛ за «Уэст Тайгерз», в Суперлиге за «Хаддерсфилд Джайентс», за команду «Сити Ориджин» Сиднея                                                                             | Капитан сборной Греции на Австралийском средиземноморском щите 2009                  |